# Cometa de la Qüestió
La Cometa de la Qüestió és una coma que es troba dins el terme municipal de la Vall de Boí, a l'Alta Ribagorça, i dins Parc Nacional d'Aigüestortes i Estany de Sant Maurici.
Quant al nom, "sembla que hi havia hagut algun litigi pastoral que li donà aquest nom".
És la que baixa del cim del Bony Blanc cap al nord-est. Des d'aquest cim, un tram de la carena davalla girant en un arc que passa pel Tuc de Llebreta, situat al nord, d'on continua cap al nord-est; l'altra tram, que limita amb la Solana de Llacs de Montanyó de Llacs, tanca la coma per llevant. Les aigües que recull el Barranc de la Cometa de la Qüestió desemboquen al Barranc de Llacs a la Ribera de Llacs, molt a prop de la seva desembocadura al Riu de Sant Nicolau.